# Arthur Green (Fußballspieler, 1928)
Arthur Green (* 28. April 1928 in Liverpool; † 12. Februar 1992 ebenda) war ein englischer Fußballspieler.

## Karriere
Green spielte Anfang der 1950er Jahre im Liverpooler Amateurfußball für den FC Burscough, bevor er im Februar 1951 vom Erstligisten Huddersfield Town mit einem Profivertrag ausgestattet wurde, Burscough erhielt von Huddersfield eine Spende über 50 £. Bei Huddersfield gehörte der linke Verteidiger in der Folge zumeist zum Aufgebot des Reserveteams in der Central League, die Position des Linksverteidigers in der Erstligamannschaft war durch Laurie Kelly besetzt. Im Verlauf der Saison 1951/52, die Huddersfield als Absteiger beendete, kam Green zu drei Erstligaeinsätzen. Kelly spielte in den drei Partien jeweils als Mittelläufer, Green bildete mit Charlie Gallogly das Verteidigerpaar. Sowohl in seinem Debütspiel gegen den FC Fulham (1:0) im Dezember 1951 als auch gegen den FC Chelsea (1:0) einen Monat später gelangen dabei Siege, es waren die ersten des Klubs seit Mitte September.
In der Zweitligasaison 1952/53, die als Vizemeister mit dem direkten Wiederaufstieg abgeschlossen wurde, blieb Huddersfields Defensive in sämtlichen 42 Ligapartien personell unverändert: vor Torhüter Jack Wheeler spielten die beiden Verteidiger Ron Staniforth und Kelly, die Läuferreihe bildeten stets Bill McGarry, Don McEvoy und Len Quested. Green hatte derweil im September 1952 einen Wechsel zum Drittligisten Stockport County abgelehnt, wenige Wochen später schloss er sich stattdessen dem in der Birmingham & District League spielenden Klub Burton Albion an. Bei Albion wurde Green umgehend Stammspieler auf der linken Verteidigerposition und verpasste bis Saisonende nur 2 von 41 Pflichtspielen. In der Spätphase der Saison war er mehrfach erfolgreicher Strafstoßschütze seines Teams, das neben einem vierten Platz in der Liga auch das Halbfinale im Staffordshire Senior Cup erreichte.
Green entschied sich nach einer Saison gegen eine Fortsetzung seiner Laufbahn bei Burton und kehrte aus familiären Gründen nach Burscough zurück. Der Klub war im Sommer 1953 der Lancashire Combination beigetreten und gewann auf Anhieb die Meisterschaft der Second Division. Green gehörte bis Anfang der 60er Jahre zum Stammaufgebot, als der Klub einige seiner größten Erfolge feierte. 1956 gewann der Verein die Meisterschaft der Lancashire Combination, 1959 erreichte man erstmals die Hauptrunde im FA Cup (1:3 gegen Crewe Alexandra).